# 경제와 사회 (학술지)
《경제와 사회》(經濟와 社會, Economy and Society)는 비판사회학회가 발행하는 사회학 학술지이다. 1988년에 창간되었다. 사회학 학술지이나, 사회학뿐만 아니라 경제학, 정치학, 여성학, 사회복지학, 지역학 등 사회과학 전 분야에 걸쳐 사회를 이해하는 데 기여할 수 있는 원고를 받는다.